# SYBR 그린 I
SYBR 그린 I (사이버 그린 I, SYBR Green I, SG)은 분자 생물학에서 핵산을 착색시키는데 사용되는 비대칭 사이아닌(cyanine) 염색약이다. SYBR 염색약 종류는 분자 프로브 사(社)(Molecular Probes, inc.)에서 생산되며, 이 회사는 라이프 테크놀로지 사(Life Technologies Corporation)의 자(子)회사이다.  DNA-염색약의 복합체 결과물은 청색광(λmax = 497 nm)을 흡수하며 녹색광(λmax = 520 nm)을 방출한다. 염색약은 우선적으로 이중 가닥 DNA에 결합하지만, 낮은 정도로 단일 가닥 DNA도 염색한다. SYBR 그린은 DNA에서 보다 낮은 정도로 RNA 또한 염색 할 수 있다.

## 사용

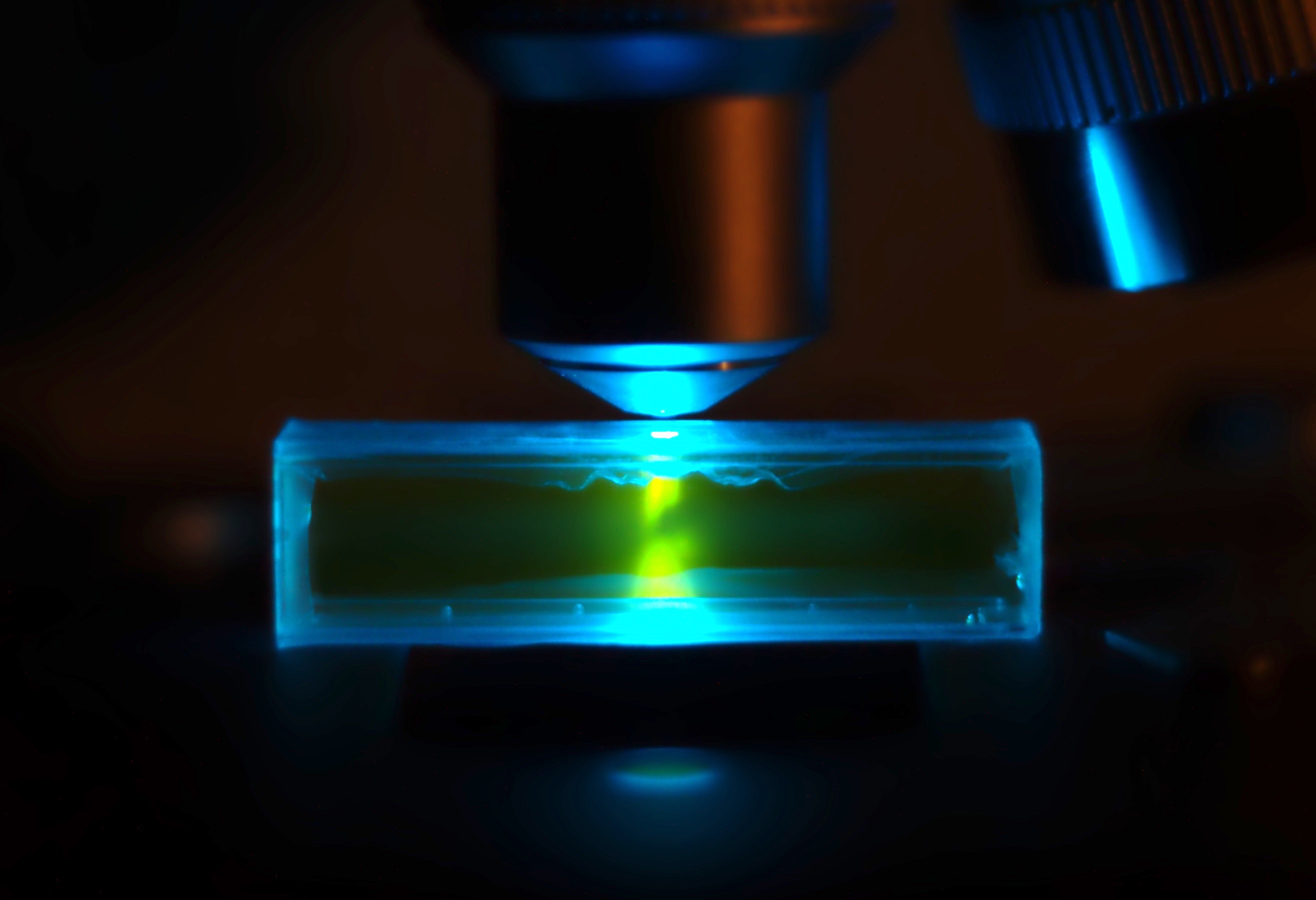
큐벳안에 SYBR 그린으로 염색한 청어 정자 샘플에 형광현미경에서 청색광을 비춘 사진. 샘플안의 SYBR 그린은 청어 정자 DNA에 결합하며, 결합이 일어나면 청색 광에 비추어 졌을 때 녹색광을 방출한다.

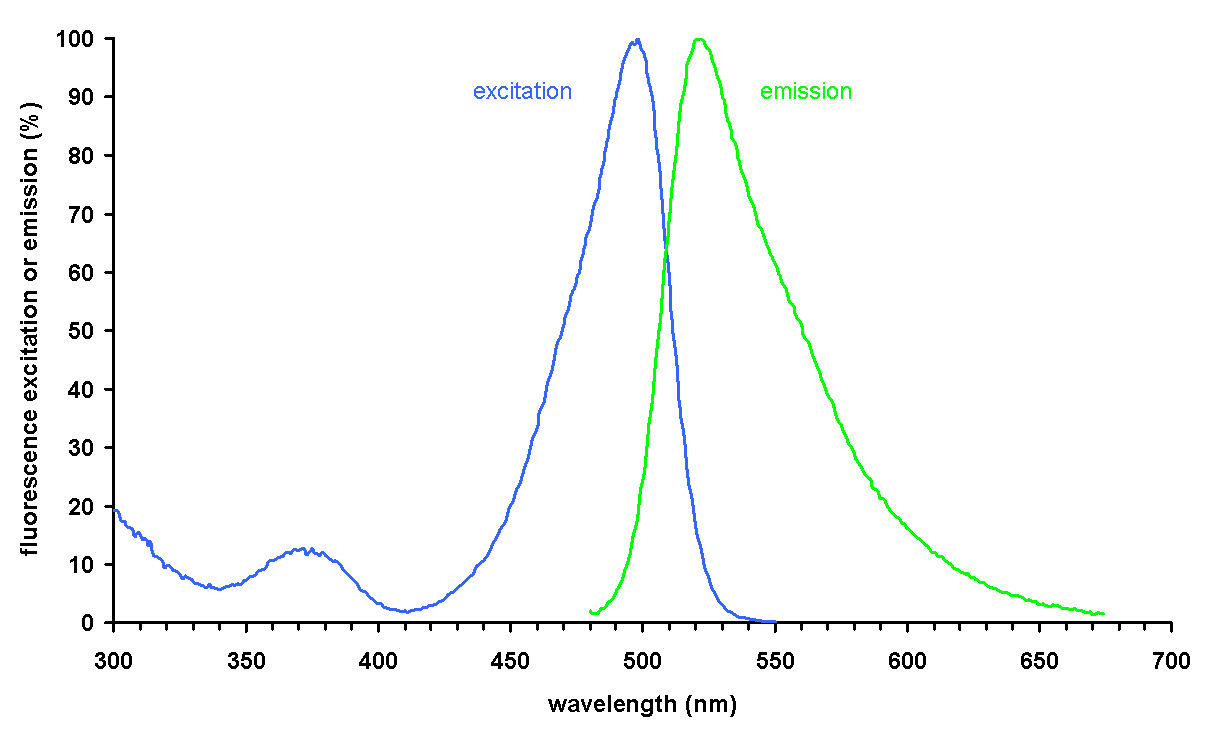
SYBR Green I의 스펙트로그램(Spectrogram)

SYBR 그린은 생화학과 분자 생물학의 영역에서 사용된다. 이는 정량적 PCR의 몇가지 방법에서 이중 가닥 DNA의 정량화를 위한 염색약으로 사용된다. 이는 또한 겔 전기영동에서 DNA를 시각화하기 위해 사용된다. 고 농도의 SYBR 그린은 아가로스 겔에서 DNA 존재를 시각화하기 위해 사용될 수 있다. 순수핵산의 라벨링(labeling)뿐만 아니라 SYBR 그린은 유동세포계수법(flow cytometry)과 형광 현미경을 위해 세포안의 DNA을 라벨링 하는데 에도 사용될 수 있다.

## 안전성
SYBR 그린 I은 강력한 인간 돌연변이 유발원인 브롬화에티듐(Ethidium bromide, EtBr) 을 대체하기 위해 상품화되었다. 이는 작업하기에도 안전하며 에티듐 폐기물 문제로부터도 자유롭다. 하지만 높은 친화도로 DNA와 결합이 가능한 작은 분자는 어떤 것이든 발암 물질일 수 있으며, 이는 SYBR Green 도 포함된다.
화학물질이 돌연변이를 일으키는 능력을 측정하는 에임스 검사법(Ames test)을 실시한 연구에서, 같은 농도로 분석했을 때, 브롬화에티듐과 SYBR 그린의 상대적인 돌연변이 유발성에 있어 분명한 패턴이 있지는 않았다. 고농도에서는 브롬화에티듐이 더욱 돌연변이 발생률이 높았다.

## 유사 시아닌 염료
- - SYBR Green II
  - SYBR Gold
  - YO (Oxazole Yellow)
  - TO (Thiazole Orange)
  - PG (PicoGreen)